# Route européenne 127
Pour les articles homonymes, voir E127 (homonymie) et Route 127.
La route européenne 127 est une route reliant Omsk, en Russie, à la frontière entre le Kazakhstan et la république populaire de Chine.

## Présentation
La route est nommée M38 en Russie et au Kazakhstan.
D'Omsk en Russie, elle part vers Karaman. Au Kazakhstan, elle passe près de Pavlodar, Semeï et Zaïssan, avant d'atteindre Maikapshagaï.